# وینسلو هومر

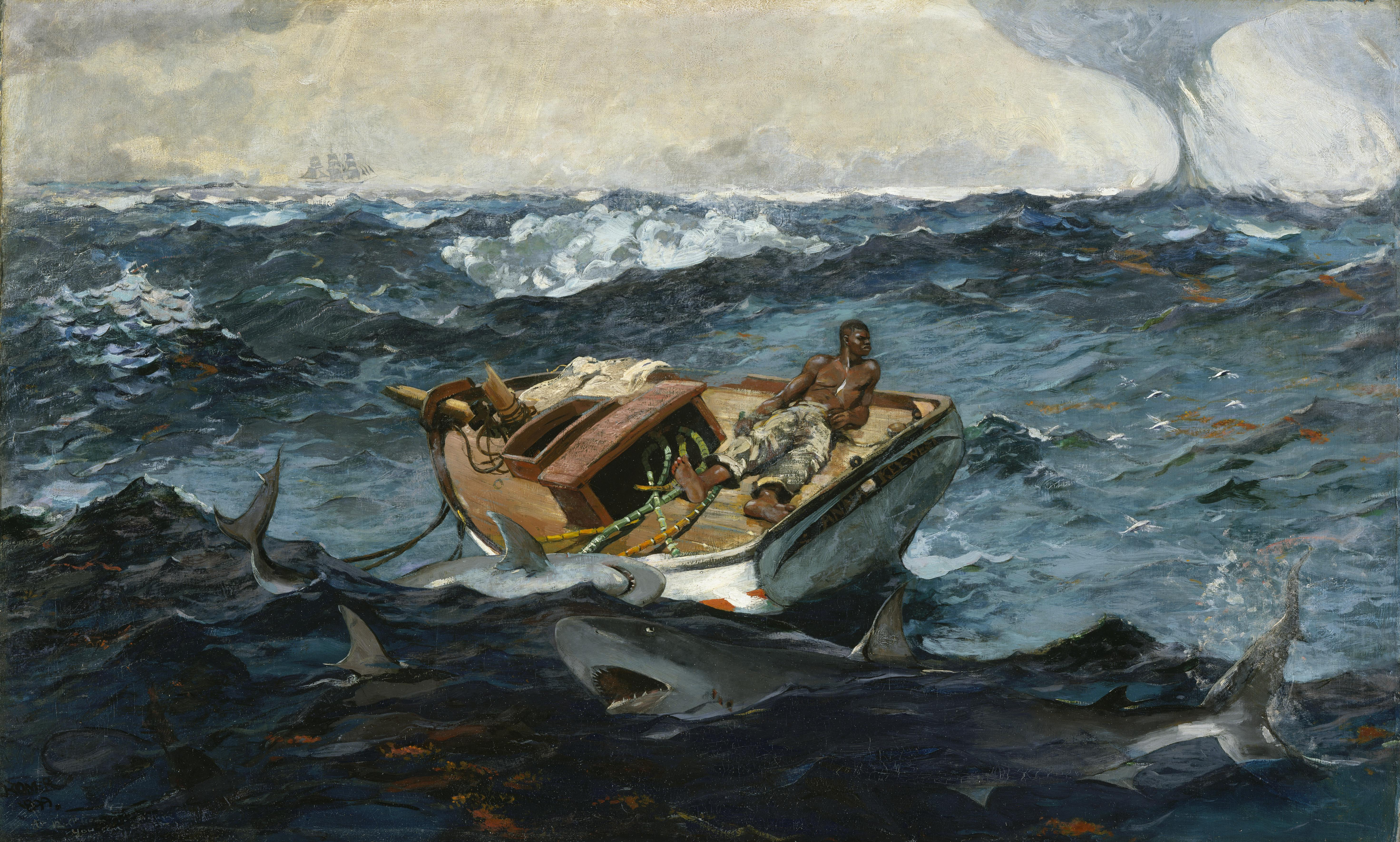
جریان خلیج، نام تابلویی رنگ روغن اثر وینسلو هومر، نقاش آمریکایی به سال ۱۸۹۹ میلادی است. اثر ماهی‌گیر سیاه‌پوستی را در قایق بادبان شکسته‌ای نشان می‌دهد که توسط کوسهها دوره شده‌است و در برابر امواج دریا مبارزه می‌کند. در دوردست قایق بادبانی بزرگی دیده می‌شود و نقاش به این نحو ناامیدی و در عین حال امید به نجات را به تصویر کشیده‌است. برخی کارشناسان هنر، این اثر را الهام‌گرفته شده از تابلوی واتسون و کوسه‌ماهی اثر جان سینگلتون کاپلی و قایق دانته اثر اوژن دولاکروا می‌دانند. تابلوی جریان خلیج اکنون در موزه متروپولیتن نیویورک نگه‌داری می‌شود.

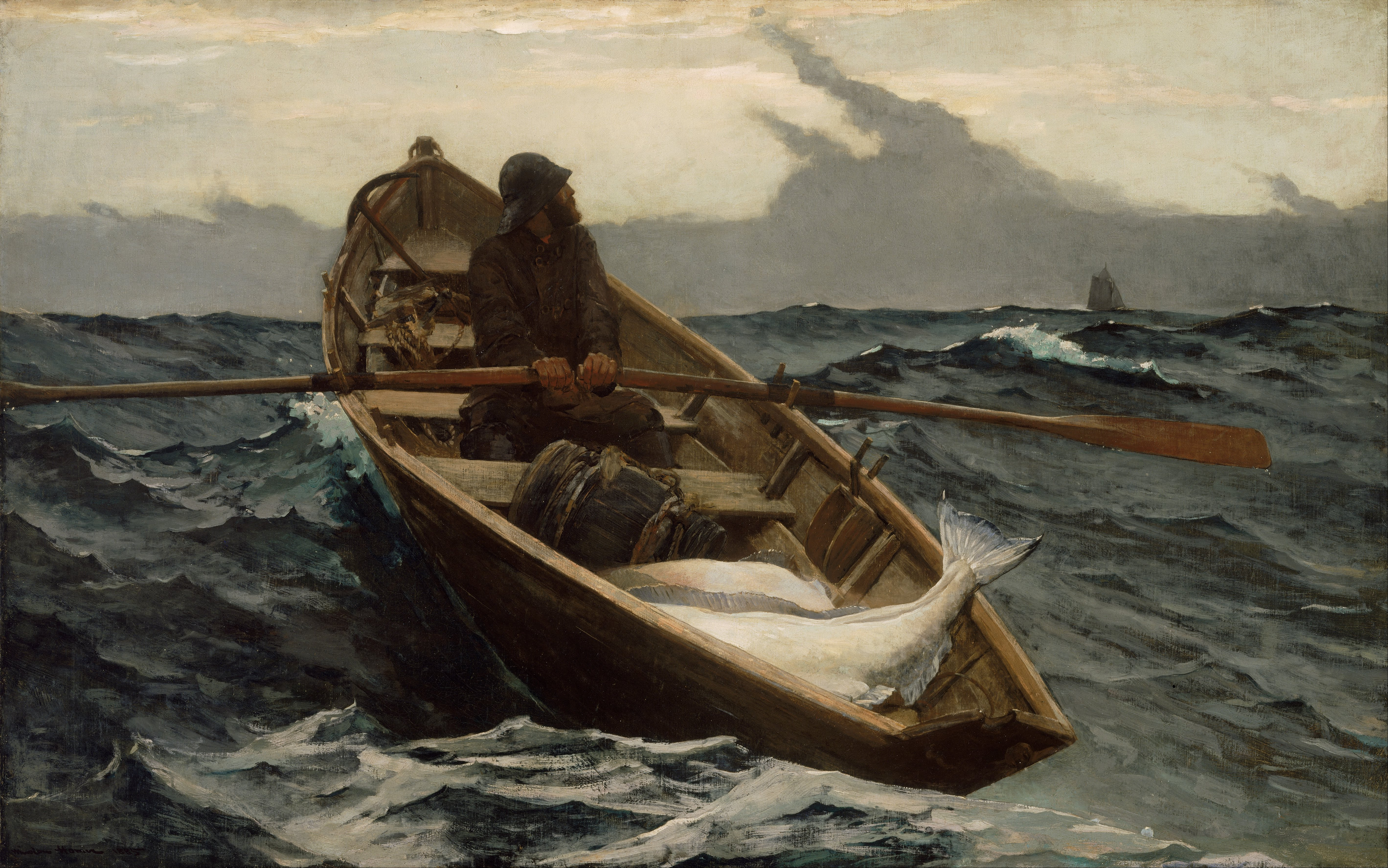
اخطار ابرها، نام تابلوی رنگ روغن روی بوم اثر وینسلو هومر، نقاش آمریکایی به سال ۱۸۸۵ میلادی است. اثر ماهی‌گیری در مین را نشان می‌دهد که حین پارو زدن در آب‌های ناآرام به ابرهای طوفانی دور دست خیره شده‌است. این اثر اکنون در موزه هنرهای زیبای بوستون نگه‌داری می‌شود.

وینسلو هومر (به انگلیسی: Winslow Homer)، نقاش برجسته آمریکایی در ۲۴ فوریه ۱۸۳۶م در بندر بوستون به دنیا آمد. وی از کودکی به هنر علاقه داشت از این روکار خود را با مصوّرسازی و چاپ آغاز کرد. هومر در جریان جنگ داخلی آمریکا معروف به جنگ‌های انفصال، مأمور تهیه عکس از مناظر جنگ شد و با پایان جنگ، به خلق آثار برجسته و معروف خود پرداخت. او در زمینه گرافیک نیز استعداد خوبی داشت وسال‌ها از راه تصویرگری برای نشریات گوناگون، زندگی خود را می‌گذراند. هومر سالیانی به نقاشی موضوعاتی از زندگی روزمره روستایی و چشم‌اندازهای آمریکا پرداخت و کم‌کم به شهرت دست یافت. با این حال پس از سفری به انگلستان، تغییری در دید و شیوه کاری او پدید آمد. هومر از آن پس با بیانی موجز و بدون تفصیل به تجسم صحنه‌های دریایی پرداخت. وی علاوه بر رنگ روغنی از آبرنگ نیز با مهارت استفاده می‌کرد که مضامین آن بیشتر دریا و حالت وحشیِ بیشه‌زاران شمالی بود. گرچه هومر هرگز مضمون طبیعی را رها نکرد، ولی روزبه‌روز بر قابلیت خود برای گزینش و انتزاع کردن عناصر تصویری‌اش افزود. او هم‌چنین از نور برای تشدید صراحت و قاطعیت شکل‌ها بهره می‌گرفت. هومر طی سال‌های فعالیت هنری خود آثار متعددی به وجود آورد که هشت ناقوس، راست و چپ و اسیران جبهه از آن جمله است. وینسلو هومر سرانجام در ۲۹ سپتامبر ۱۹۱۰م در ۷۴ سالگی درگذشت.

## نگارخانه

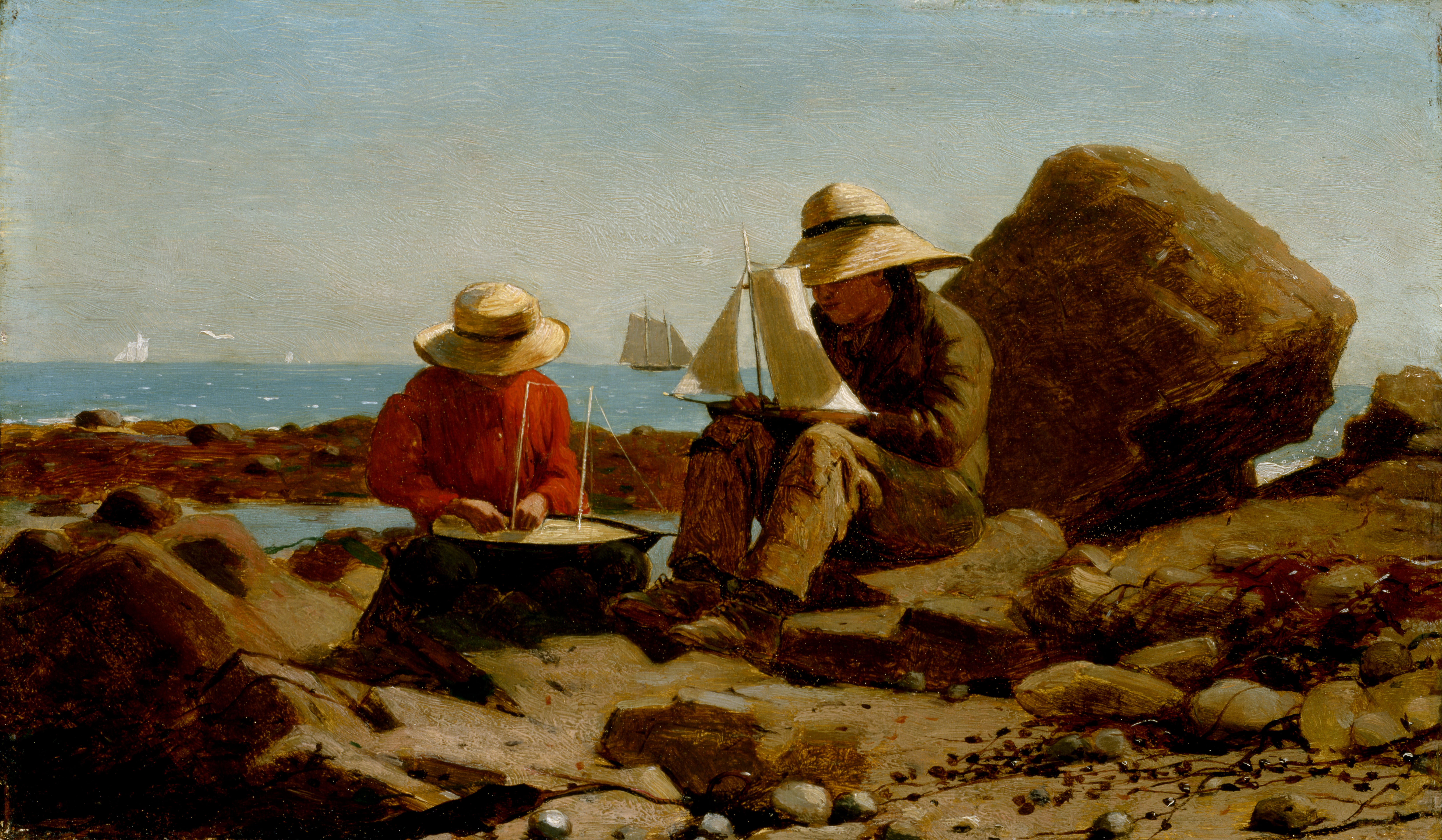
قایق‌سازان
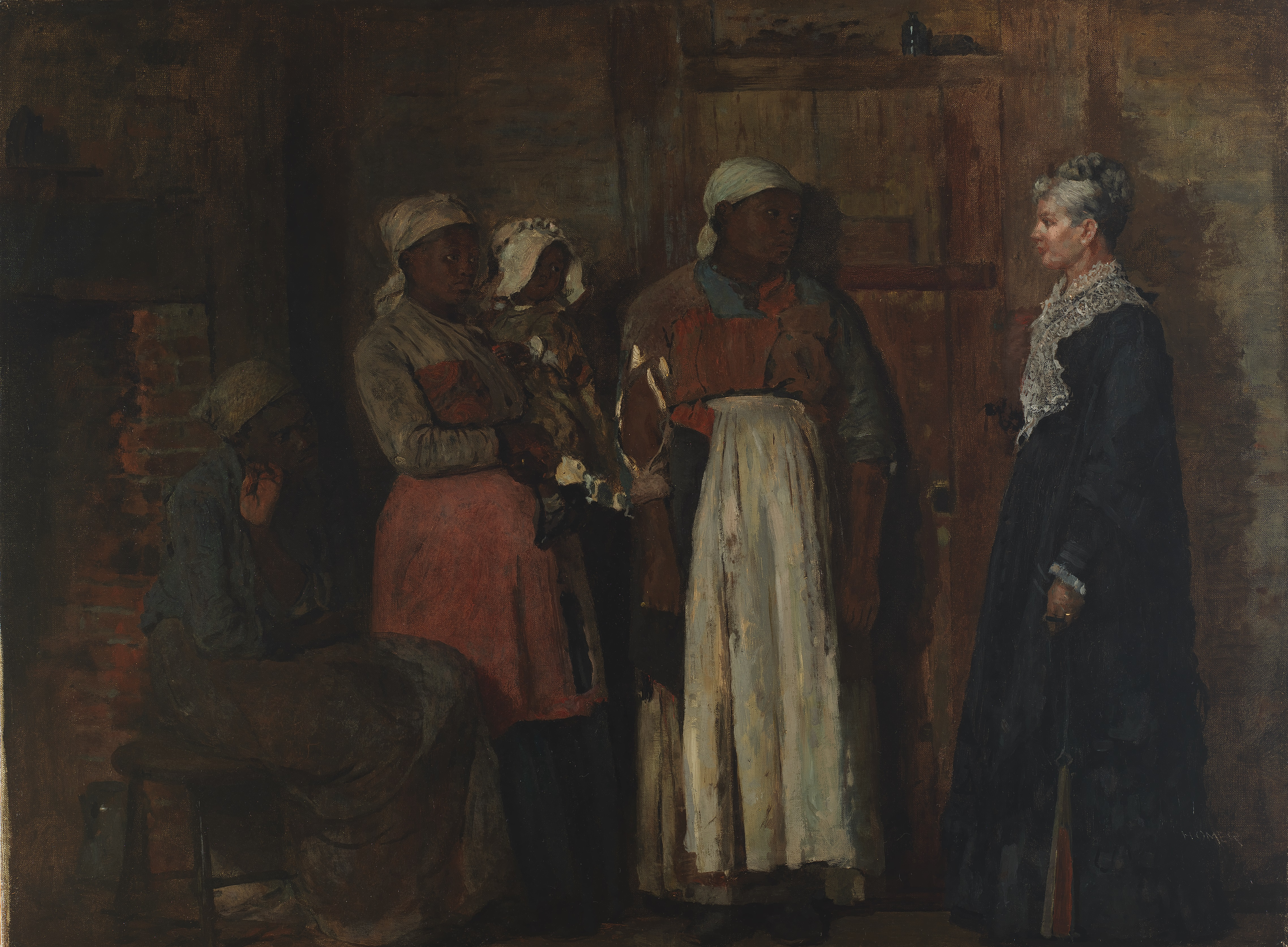
ملاقات با بانوی سابق
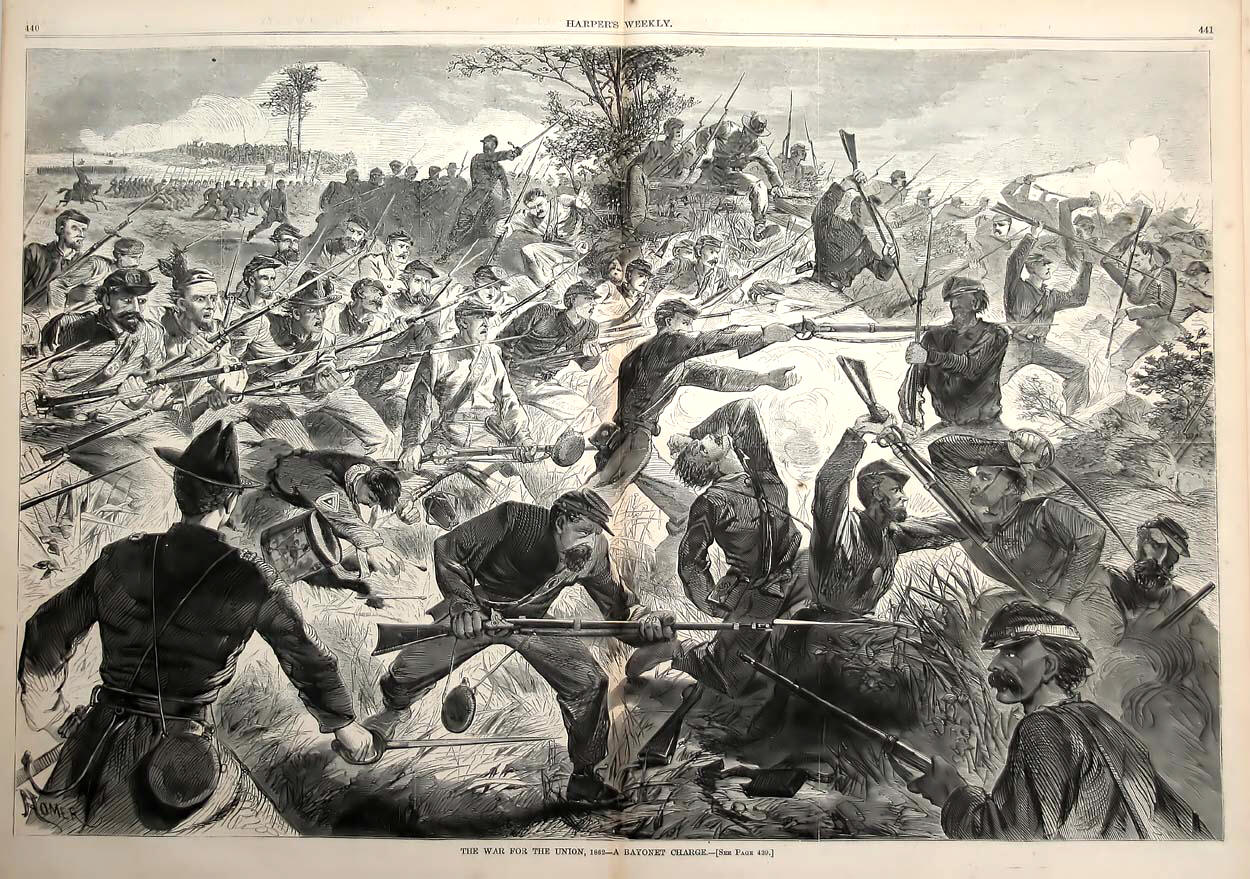
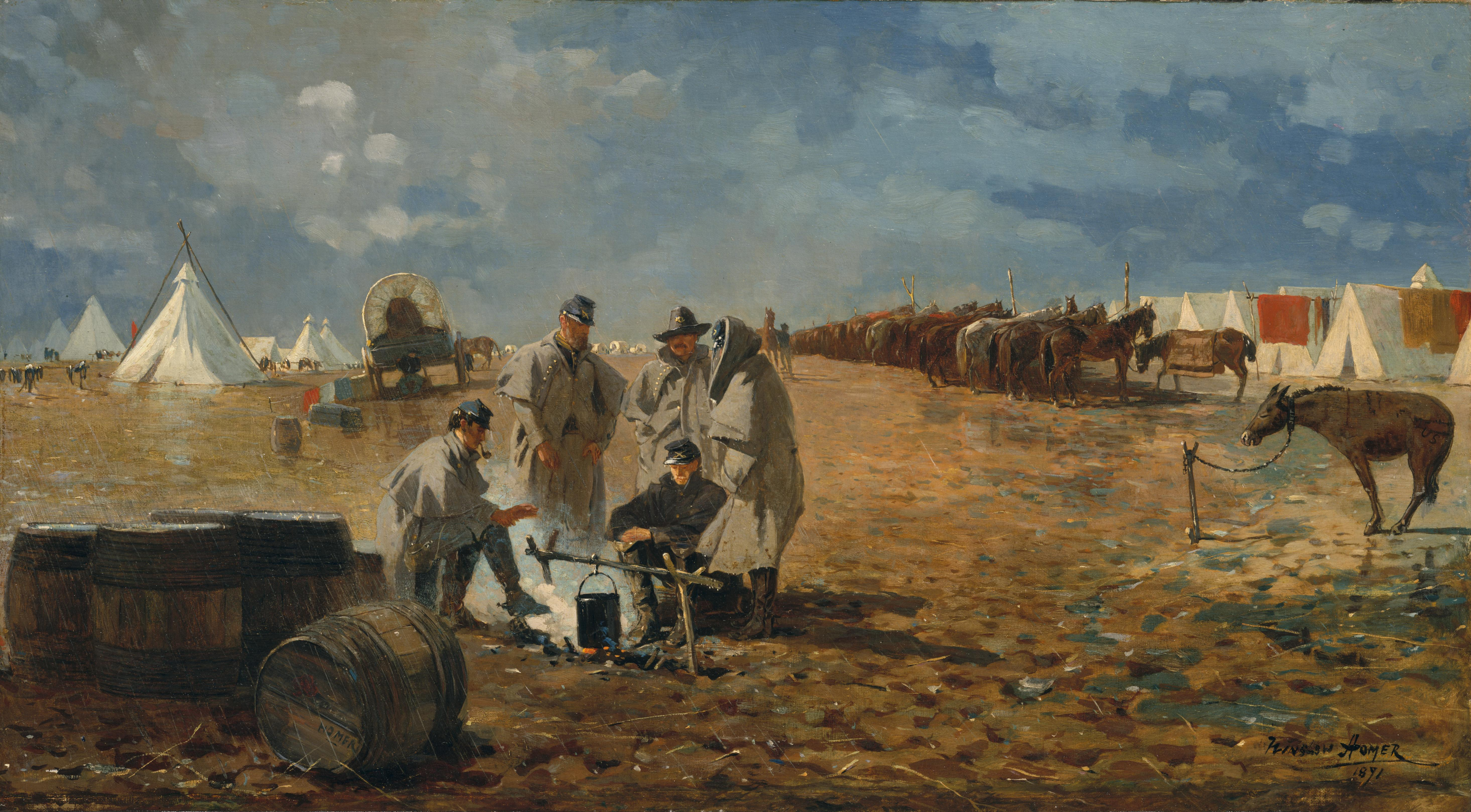
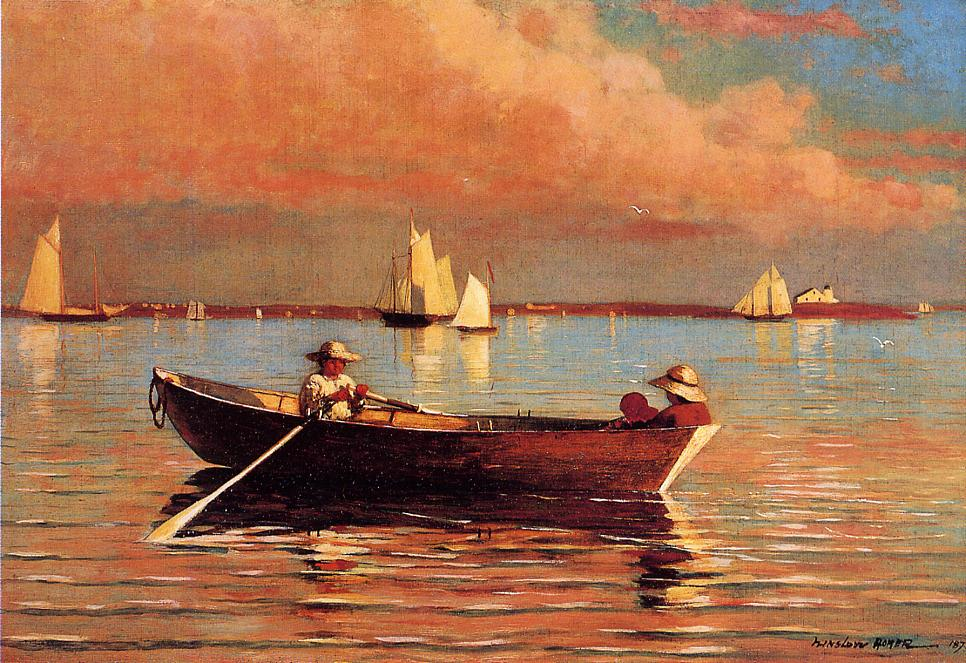
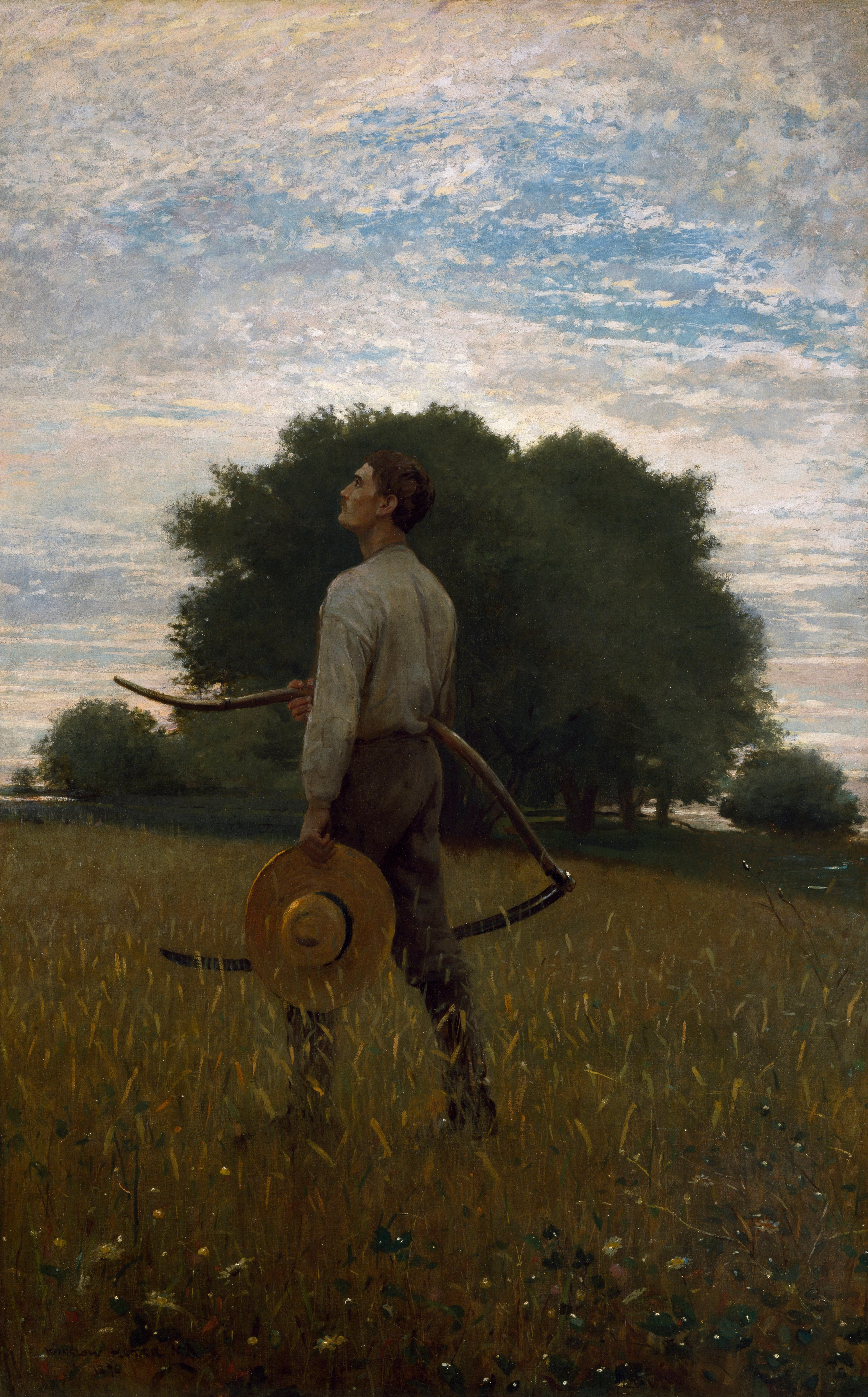
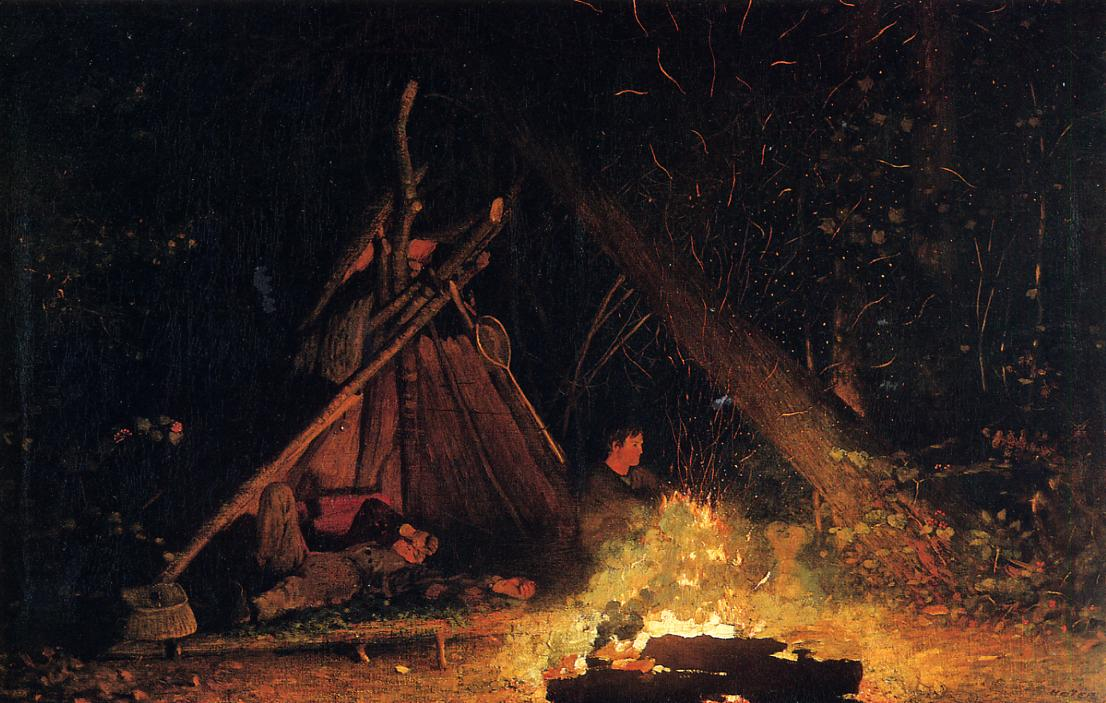
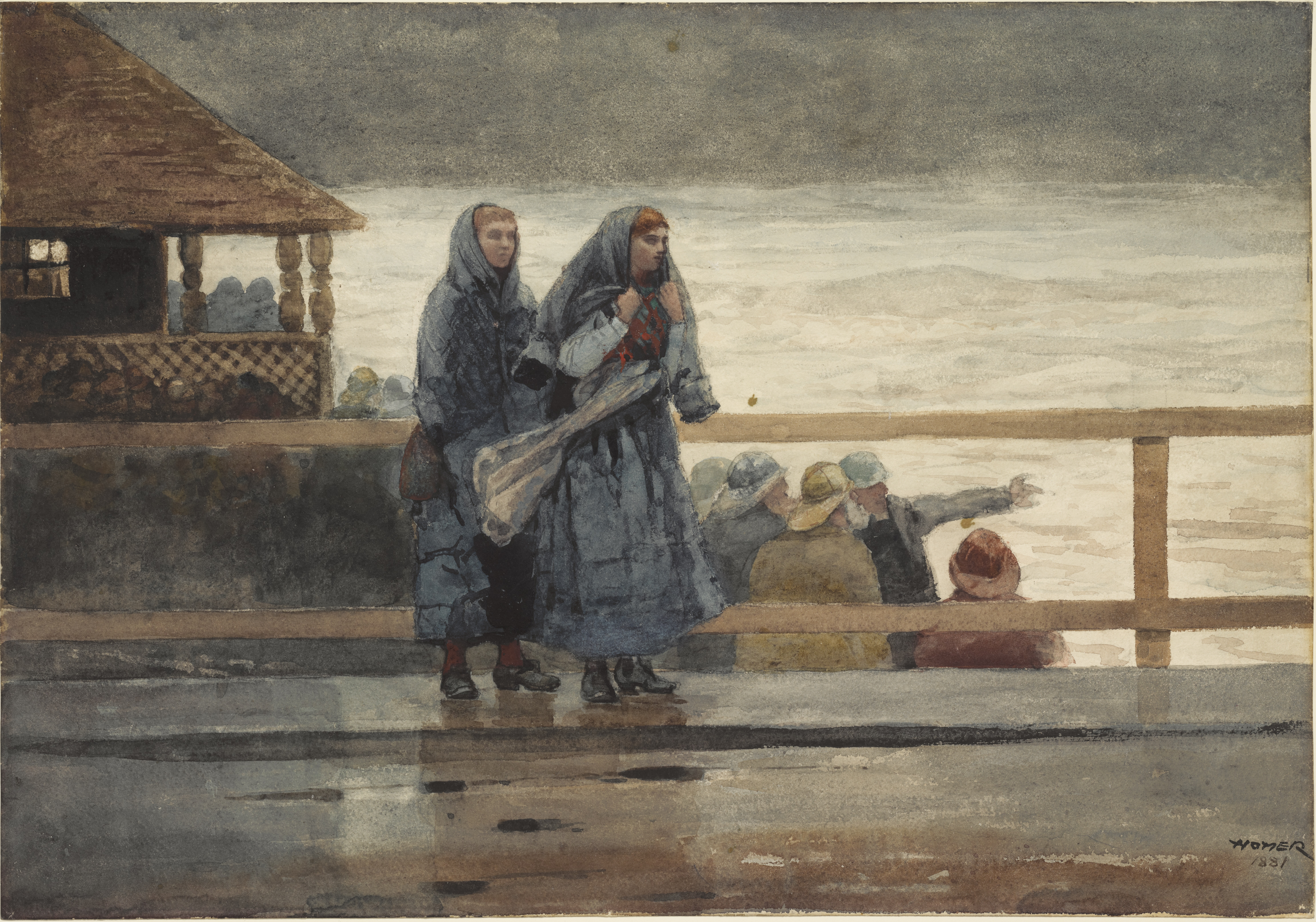
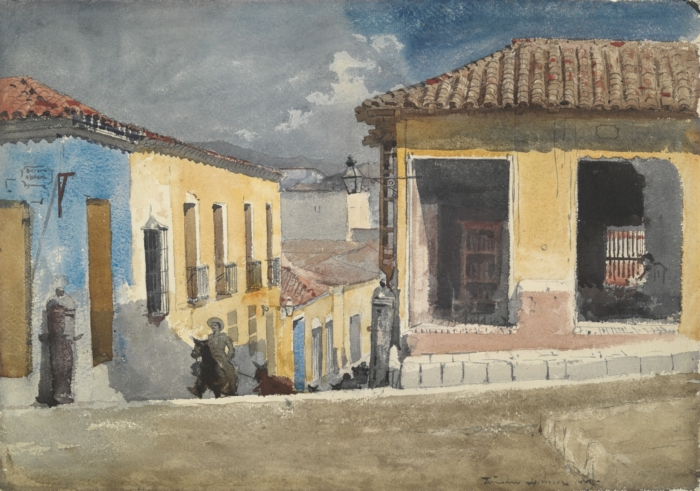
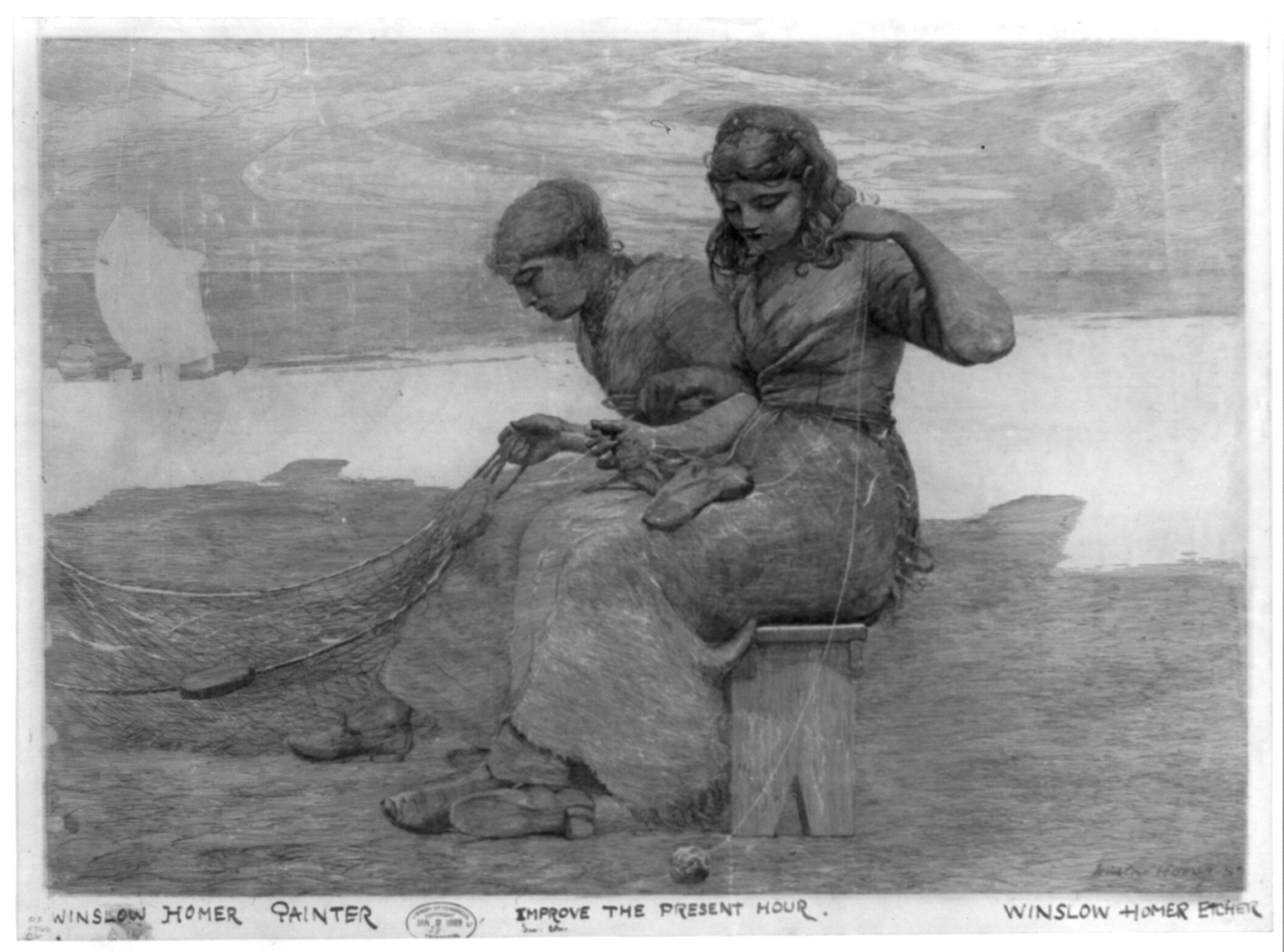
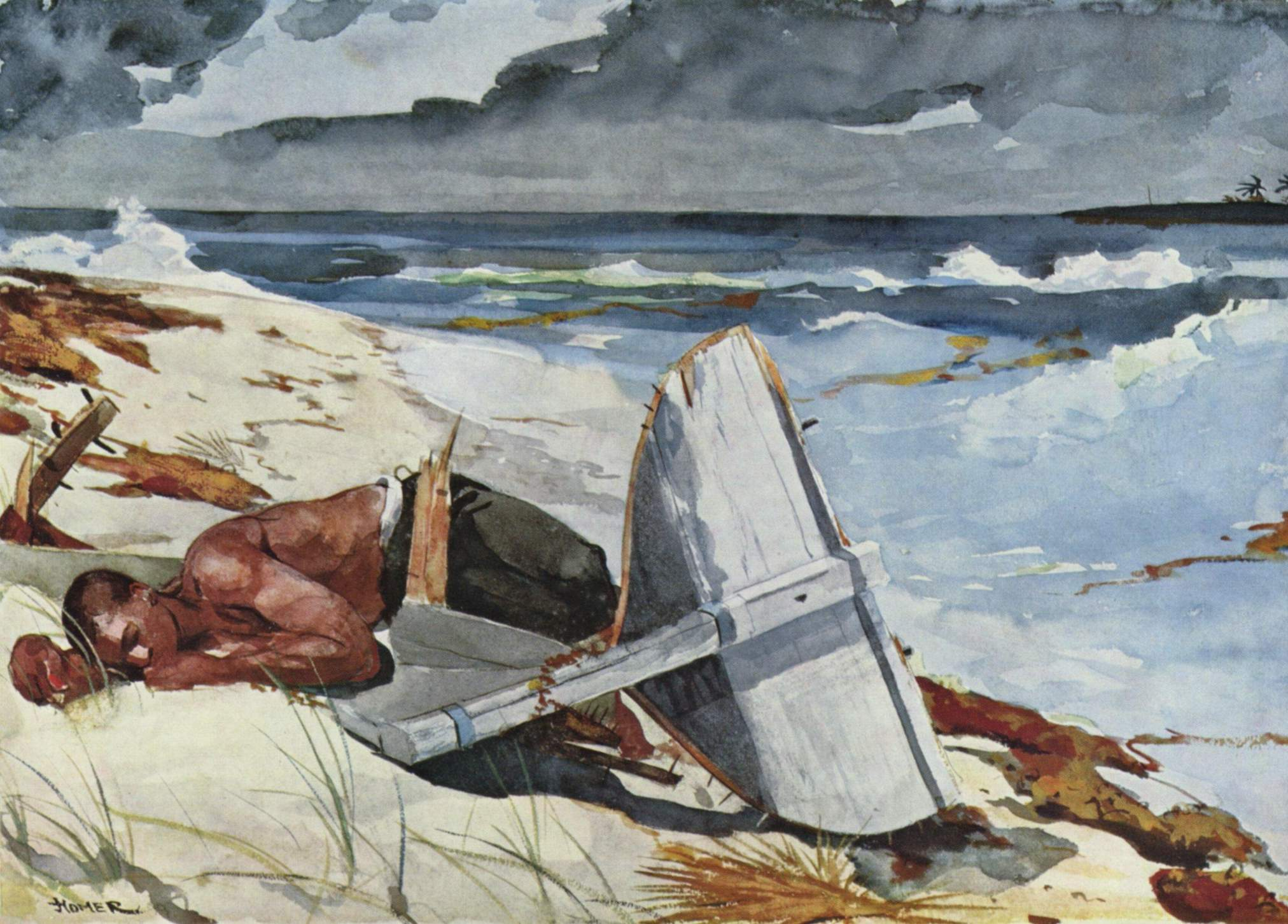
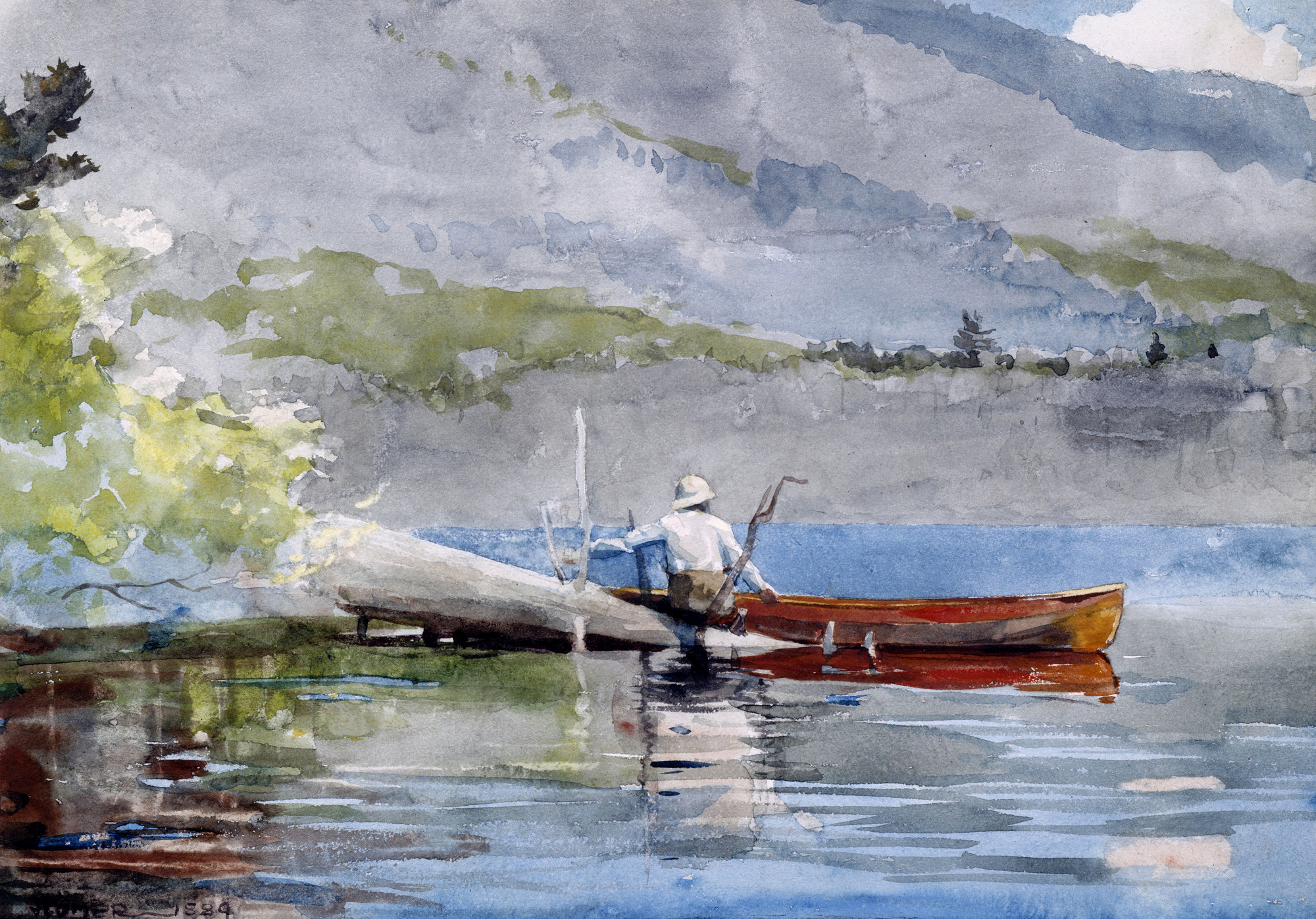
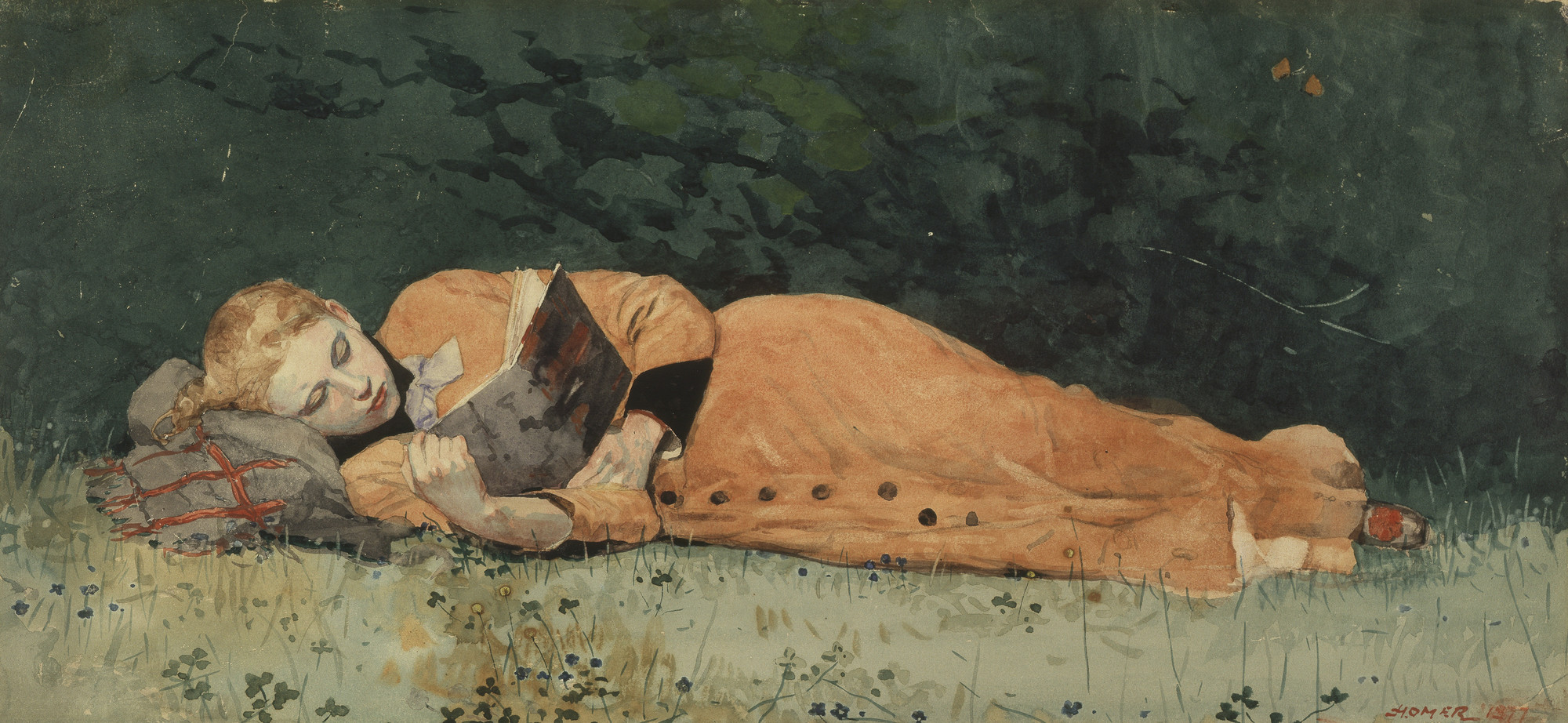